# غلام‌حیدر یقین
غلام‌حیدر یقین (زاده ۱۳۳۲ خورشیدی) از پژوهندگان تاریخ و ادبیات فارسی اهل افغانستان است.

## زندگی‌نامه
غلام‌حیدر (یقین) در سال ۱۳۳۲ خورشیدی در روستای سروستان ولایت هرات به دنیا آمد. تحصیلات ابتدائی را در مکتب ابتدائی سروستان و لیسه را در لیسه جامی هرات به پایان رساند. در سال ۱۳۵۴ خورشیدی از رشته زبان و ادبیات دانشکده ادبیات دانشگاه کابل لیسانس گرفت. در سال ۱۳۶۷ خورشیدی ماستری را در رشته «تاریخ و فلسفه» گرفت. او مدت ۱۶ سال در مؤسسات عالی تربیه معلم هرات و انیستیتوت پیداگوژی کابل و مرکز تحقیقات علوم به صفت استاد زبان و ادبیات فارسی ایفای وظیفه نمود.
غلام‌حیدر یقین از بنیادگذاران انجمن فرهنگ هرات باستان و عضو هیئت اجرائیه و مسئول بخش فرهنگی این انجمن ادبی در کابل بوده و در داخل و خارج کشور در سمینارها و سمپوزیم‌های ملی و بین‌المللی در زمینهٔ ادبیات سخنرانی کرده است.
غلام‌حیدر یقین در سال ۱۳۷۱ خورشیدی از انستیتو خاورشناسی آکادمی علوم جمهوری تاجیکستان از رشته زبان و ادبیات فارسی دری دیپلم دکترا گرفته است.
غلام‌حیدر یقین هم‌اکنون در کشور هلند زندگی می‌کند.

## آثار
دکتر یقین مؤلف چندین کتاب در زمینهٔ ادبیات فارسی است و کتاب‌ها و مقاله‌های پژوهشی وی در مطبوعات داخل و خارج افغانستان به چاپ رسیده است.
- بازتاب آیین عیّاری و جوانمردی در ادبیات فارسی دری.
- اندیشه‌های رنگین (مجموعه مقالات).
- تاریخ ادبیات دری دوره سامانی‌ها.
- تاریخ ادبیات دوره غزنوی‌ها.
- بازتاب منش‌های انسانی در شاهنامه فردوسی، چاپ آکادمی علوم افغانستان.
- متن‌های منثور قدیم دری.
- حماسه سرایی در روزگار سامانی‌ها.
- برگزیده‌هایی از آثار مترقی جهان.
- تراژدی رستم و سهراب.
- عیاران و کاکه‌های خراسان در گسترهٔ تاریخ (این کتاب در سال ۱۳۶۷ خورشیدی از طرف وزارت اطلاعات و فرهنگ افغانستان برندهٔ جایزهٔ ادبی گردیده است).
- آئین عیّاری و جوانمردی، به کوشش آرش یقین، چاپ (مؤسسهٔ یقین آرت) کشور هالند.
- برگزیده‌هایی از آثار منثور کلاسیک ادب فارسی دری.
- اندرزنامهٔ فردوسی، به کوشش آرش یقین، چاپ (مؤسسه یقین آرت) کشور هالند.
- در گذرگاه تاریخ ادبیات. به کوشش آرش یقین. چاپ شرکت «یقین آرت» سال ۲۰۱۰ میلادی. کشور هلند
- سروستان نامه، به ک. شش آرش یقین، چاپ مهر حبیب، هرات افغانستان، سال ۱۳۹۳ میلادی
- متنهای منثور قدیم فارسی، به اهتمام آرش یقین، انتشارات قدس، هرات افغانستان، سال ۱۳۹۴.
- کعبه گل و کعبه دل، به اهتمام آرش یقین، انتشارات مهر حبیب، هرات افغانستان، سال ۱۳۹۴.
- رقص روی آتش به اهتمام آرش یقین، چاپ شرکت یقین آرت، سال ۱۳۹۴ خورشیدی.
- کند و کاو تعلیم و تربیه افغانستان، به اهتمام آرش یقین، چاپ یقین آرت، سال ۱۳۹۴ خورشیدی.
- گنج پر گهر: یادنامه و آثار استاد ابوبکر یقین، انتشارات احراری، هرات افغانستان، سال ۱۴۰۰ خورشیدی.